# Gương mặt thân quen Nhí (mùa 3)
Gương mặt thân quen Nhí mùa thứ ba được phát được phát được phát sóng từ 7 tháng 10 đến 30 tháng 12 năm 2016 được phát sóng vào lúc 21h15 thứ 6 trên VTV3 với kết quả chung cuộc giải nhất thuộc về cặp thí sinh Mai Chi – Lê Giang

## Thí sinh
Mùa thứ ba gồm các cặp thí sinh:
| Thí sinh                    | Kết quả     |
| --------------------------- | ----------- |
| Bé Mai Chi – Lê Giang       | Nhà vô địch |
| Bé Nhã Thy – Lê Việt        | Á quân      |
| Bé Diệp Nhi – Vũ Hà         | Hạng 3      |
| Bé Công Quốc – Thu Hằng     | Hạng 4      |
| Bé Minh Chiến – Hà Thúy Anh | Hạng 5      |
| Bé Quốc Thái – Đình Hiếu    | Hạng 6      |

Giải phụ
- Cặp thí sinh được yêu thích nhất do khán giả bình chọn: Bé Công Quốc - Thu Hằng (31,90%)
- Cặp thí sinh nỗ lực nhất do ban tổ chức bình chọn: Bé Diệp Nhi - Vũ Hà
- Cặp thí sinh thân thiện nhất do ban tổ chức bình chọn: Bé Nhã Thy - Lê Việt

## Bảng điểm các tuần
| Thí sinh                  | Tuần 1                        | Tuần 2                            | Tuần 3                                                   | Tuần 4                            | Tuần 5                         | Tuần 6                         | Tuần 7                        | Tuần 8                     | Tuần 9                         | Tuần 10                           | Tuần 11                           | Tuần 12                       | Tuần 13                    | Tổng |
| ------------------------- | ----------------------------- | --------------------------------- | -------------------------------------------------------- | --------------------------------- | ------------------------------ | ------------------------------ | ----------------------------- | -------------------------- | ------------------------------ | --------------------------------- | --------------------------------- | ----------------------------- | -------------------------- | ---- |
| Bé Mai Chi Lê Giang       | Hạng 1 36 điểm                | Hạng 5 25 điểm                    | Hạng 3 30 điểm                                           | Hạng 5 23 điểm                    | Hạng 5 23 điểm                 | Hạng 5 24 điểm                 | Hạng 6 23 điểm                | Hạng 5 24 điểm             | Hạng 1 35 điểm                 | Hạng 2 34 điểm                    | Hạng 1 35 điểm                    | Hạng 2 32 điểm                | Hạng 1                     | 344  |
| Bé Nhã Thy Lê Việt        | Hạng 3 29 điểm                | Hạng 2 33 điểm                    | Hạng 4 26 điểm                                           | Hạng 2 32 điểm                    | Hạng 1 36 điểm                 | Hạng 2 33 điểm                 | Hạng 2 32 điểm                | Hạng 6 23 điểm             | Hạng 3 29 điểm                 | Hạng 4 28 điểm                    | Hạng 2 34 điểm                    | Hạng 3 29 điểm                | Hạng 2                     | 364  |
| Bé Diệp Nhi Vũ Hà         | Hạng 2 32 điểm                | Hạng 4 28 điểm                    | Hạng 2 33 điểm                                           | Hạng 6 22 điểm                    | Hạng 3 31 điểm                 | Hạng 1 35 điểm                 | Hạng 4 27 điểm                | Hạng 1 35 điểm             | Hạng 4 28 điểm                 | Hạng 3 29 điểm                    | Hạng 4 25 điểm                    | Hạng 6 22 điểm                | Hạng 3                     | 347  |
| Bé Công Quốc Thu Hằng     | Hạng 6 21 điểm                | Hạng 3 29 điểm                    | Hạng 1 36 điểm                                           | Hạng 3 31 điểm                    | Hạng 4 27 điểm                 | Hạng 3 31 điểm                 | Hạng 1 35 điểm                | Hạng 3 30 điểm             | Hạng 2 31 điểm                 | Hạng 5 24 điểm                    | Hạng 4 25 điểm                    | Hạng 1 36 điểm                | Hạng 4                     | 356  |
| Bé Minh Chiến Hà Thúy Anh | Hạng 5 26 điểm                | Hạng 6 21 điểm                    | Hạng 5 23 điểm                                           | Hạng 1 35 điểm                    | Hạng 2 32 điểm                 | Hạng 4 26 điểm                 | Hạng 5 25 điểm                | Hạng 2 34 điểm             | Hạng 5 27 điểm                 | Hạng 1 35 điểm                    | Hạng 6 23 điểm                    | Hạng 5 23 điểm                | Hạng 5                     | 330  |
| Bé Quốc Thái Đình Hiếu    | Hạng 4 27 điểm                | Hạng 1 35 điểm                    | Hạng 5 23 điểm                                           | Hạng 4 28 điểm                    | Hạng 6 22 điểm                 | Hạng 6 22 điểm                 | Hạng 3 29 điểm                | Hạng 4 25 điểm             | Hạng 6 21 điểm                 | Hạng 6 21 điểm                    | Hạng 3 29 điểm                    | Hạng 3 29 điểm                | Hạng 6                     | 311  |
|                           |                               |                                   |                                                          |                                   |                                |                                |                               |                            |                                |                                   |                                   |                               |                            |      |
| Thắng                     | Bé Mai Chi Lê Giang 36 điểm   | Bé Quốc Thái Đình Hiếu 35 điểm    | Bé Công Quốc Thu Hằng 36 điểm                            | Bé Minh Chiến Hà Thúy Anh 35 điểm | Bé Nhã Thy Lê Việt 36 điểm     | Bé Diệp Nhi Vũ Hà 35 điểm      | Bé Công Quốc Thu Hằng 35 điểm | Bé Diệp Nhi Vũ Hà 35 điểm  | Bé Mai Chi Lê Giang 35 điểm    | Bé Minh Chiến Hà Thúy Anh 35 điểm | Bé Mai Chi Lê Giang 35 điểm       | Bé Công Quốc Thu Hằng 36 điểm | Bé Mai Chi Lê Giang HẠNG 1 |      |
| Xếp Cuối                  | Bé Công Quốc Thu Hằng 21 điểm | Bé Minh Chiến Hà Thúy Anh 21 điểm | Bé Minh Chiến Hà Thúy Anh Bé Quốc Thái Đình Hiếu 23 điểm | Bé Diệp Nhi Vũ Hà 22 điểm         | Bé Quốc Thái Đình Hiếu 22 điểm | Bé Quốc Thái Đình Hiếu 22 điểm | Bé Mai Chi Lê Giang 23 điểm   | Bé Nhã Thy Lê Việt 23 điểm | Bé Quốc Thái Đình Hiếu 21 điểm | Bé Quốc Thái Đình Hiếu 21 điểm    | Bé Minh Chiến Hà Thúy Anh 22 điểm | Bé Diệp Nhi Vũ Hà 22 điểm     |                            |      |

     Cặp thí sinh thắng trong tuần.
     Cặp thí sinh xếp cuối trong tuần.
     Cặp thí sinh thắng trong mùa giải.

## Nhân vật hóa thân
| Tuần    | Bé Mai Chi – Lê Giang  | Bé Mai Chi – Lê Giang                | Bé Nhã Thy – Lê Việt      | Bé Nhã Thy – Lê Việt                        | Bé Diệp Nhi – Vũ Hà             | Bé Diệp Nhi – Vũ Hà              | Bé Công Quốc – Thu Hằng              | Bé Công Quốc – Thu Hằng          | Bé Minh Chiến – Hà Thúy Anh      | Bé Minh Chiến – Hà Thúy Anh            | Bé Quốc Thái – Đình Hiếu                | Bé Quốc Thái – Đình Hiếu  | Khách mời                                                |
| Tuần    | Nhân vật               | Bài hát                              | Nhân vật                  | Bài hát                                     | Nhân vật                        | Bài hát                          | Nhân vật                             | Bài hát                          | Nhân vật                         | Bài hát                                | Nhân vật                                | Bài hát                   | Khách mời                                                |
| ------- | ---------------------- | ------------------------------------ | ------------------------- | ------------------------------------------- | ------------------------------- | -------------------------------- | ------------------------------------ | -------------------------------- | -------------------------------- | -------------------------------------- | --------------------------------------- | ------------------------- | -------------------------------------------------------- |
| 1       | Hương Lan & Cẩm Ly     | Ru lại câu hò                        | Gloria Gaynor             | "I Will Survive"                            | Hồng Nhung                      | Những bông hoa trong vườn Bác    | 365                                  | Bống Bống Bang Bang              | Adam Levine & Christina Aguilera | Moves Like Jagger                      | Tạ Quang Thắng & Anh Khang              | Đi học                    | Hòa Minzy, Uyên Nhi, Kyo York, Gia Bảo                   |
| 2       | Freddie Mercury        | We Will Rock You                     | Il Divo                   | You Raise Me Up                             | Rosario Flores                  | Cuéntame Que Te Pasó             | Aladdin & Jasmine                    | "A Whole New World"              | NSND Y Moan                      | Đôi chân trần                          | Phạm Anh Khoa                           | Sắc màu                   | Trọng Nhân                                               |
| 3       | NSƯT Hồng Mạnh         | Trên rừng ba sáu thứ chim            | Hồ Ngọc Hà                | Đêm đô thị                                  | NSND Trần Hiếu                  | Chú voi con ở bản Đôn            | Quang Linh                           | Đèn khuya                        | Thanh Duy                        | Tonight                                | Justin Timberlake & Madonna             | 4 Minutes                 | Phương Mỹ Chi, Nam Cường                                 |
| 4       | NSƯT Thành Lộc         | Trích đoạn: Na Tra đại náo thủy cung | ABBA                      | Voulez-Vous                                 | Nhã Phương                      | Mặt Trời bé con                  | Charlie Puth & Wiz Khalifa           | See You Again                    | MTV                              | Rock Sài Gòn                           | Trọng Tấn                               | Em tôi                    | Quốc Thiên                                               |
| 5       | Ngọc Ánh               | Mùa xuân đến từ những giếng dầu      | Anh Thơ                   | Làng quan họ quê tôi                        | NSƯT Giang Châu                 | Trích đoạn: Ngao Sò Ốc Hến       | Hòa Minzy & Mr. T                    | Ăn gì đây                        | Hoài Lâm                         | Còn thương rau đắng mọc sau hè         | Carl Douglas                            | Kung Fu Fighting          | Mia                                                      |
| 6(*)    | Minh Thuận (với Vũ Hà) | Một đời người, một rừng cây          | Mỹ Linh (với Hà Thúy Anh) | Giọt sương trên mí mắt                      | NSƯT Thanh Ngoan (với Thu Hằng) | Một quan là sáu trăm đồng        | Bruno Mars & Beyoncé (với Đình Hiếu) | Uptown Funk                      | PSY (với Lê Việt)                | Napal Baji                             | Quang Lê & Phương Mỹ Chi (với Lê Giang) | Hình bóng quê nhà         | Chí Thiên, bé Bảo An,bé Anh Duy(phụ diễn cho bé Mai Chi) |
| 7       | Đặng Lệ Quân           | Ngọt ngào                            | Hoàng Châu                | Kiên Giang mình đẹp lắm                     | O-Zone                          | Dragostea Din Tei                | Dương Triệu Vũ                       | Chị ơi                           | Lý Hải                           | Khúc hát cha yêu                       | Xuân Thông                              | Trích đoạn: Đế Đô sóng Cả | Hoàng Yến Chibi                                          |
| 8(**)   | Siu Black              | Ly cà phê Ban Mê                     | Sơn Tùng M-TP             | Không phải dạng vừa đâu                     | Siu Black                       | Đâu phải bởi mùa thu             | Sơn Tùng M-TP                        | Thái Bình mồ hôi rơi             | Michael Jackson                  | Earth Song                             | Michael Jackson                         | Billie Jean               | Vương Khang, Thái Quang Hiểu, Khánh Ngọc                 |
| 9       | Lipps Inc.             | Funkytown                            | NSƯT Phượng Hằng          | Lòng mẹ                                     | NSND Hồng Vân                   | Em đi chùa Hương                 | Luciano Pavarotti & Mariah Carey     | Hero                             | Quốc Đại                         | Bà Năm                                 | NSƯT Tạ Minh Tâm                        | Đất nước trọn niềm vui    | Nam Em                                                   |
| 10      | NSƯT Thanh Ngân        | Trích đoạn: Mục Liên Thanh Đề        | Mathé Altéry              | The Blue Danube                             | Thu Minh                        | Taxi                             | AC&M                                 | Trống cơm                        | Sergey Lazarev                   | Dorogoi Dlinnoyu (Those Were The Days) | Tùng Dương & NSƯT Thanh Lam             | Chảy đi sông ơi           | Đàm Vĩnh Hưng                                            |
| 11      | NSƯT Vân Khánh         | Huế trọn nghĩa tình                  | Cung Lâm Na               | Thấp thỏm                                   | Phương Linh                     | LK: Hoa thơm bướm lượn – Bướm mơ | Đức Tuấn                             | Tình hoài hương                  | Andrea Bocelli & Jennifer Lopez  | Quizás, quizás, quizás                 | Bon Jovi                                | It's My Life              | Hoàng Bách, bé Tê Giác                                   |
| 12      | NSƯT Hoài Linh         | Trách thân                           | Lý Linh Ngọc              | Thiếu Nữ Thiên Trúc                         | Tóc Tiên                        | Ngày mai                         | NSƯT Vũ Linh                         | Trích đoạn: Bức ngôn đồ Đại Việt | NSƯT Tấn Minh                    | LK: Đất nước & Giai điệu Tổ quốc       | BTS                                     | Fire                      | bé Gia Khiêm                                             |
| 13(***) | NSƯT Thanh Trang       | Trích đoạn: Thần Nữ dâng Ngũ Linh Kỳ | Thanh Loan                | Trích đoạn: Lý Đạo Thành xử án Thượng Dương | Hồ Quỳnh Hương                  | Phật Bà nghìn mắt nghìn tay      | Đàm Vĩnh Hưng                        | Chuyện thành Cổ Loa              | EXO                              | Wolf                                   | Justin Bieber & Jaden Smith             | Never Say Never           | Bạch Công Khanh                                          |

     Cặp thí sinh thắng trong tuần.
     Cặp thí sinh thắng trong mùa giải.
(*) Ở tuần 6, các thí sinh nhí sẽ hoán đổi để bắt cặp với các thí sinh lớn khác.
(**) Ở tuần 8, chỉ có 3 nhân vật được lựa chọn, bắt buộc sẽ có 2 thí sinh chọn cùng 1 nhân vật để thi đấu so tài hóa thân với nhau.
(***) Tuần 13 - Chung kết, chỉ có 4 cặp thí sinh gồm Bé Nhã Thy- Lê Việt, Bé Công Quốc - Thu Hằng, Bé Diệp Nhi- Vũ Hà, Bé Mai Chi - Lê Giang tiếp tục dự thi. 2 cặp thí sinh còn lại Bé Minh Chiến - Hà Thúy Anh và Bé Quốc Thái - Đình Hiếu tham gia đêm chung kết với tư cách khách mời.

## Kết quả biểu diễn
Tuần 1
| 1         | Bé Nhã Thy – Lê Việt        | "I Will Survive" (Sáng tác: Freddie Perren, Dino Fekaris)                         | Gloria Gaynor                    | 11 | 10 | 8  | 29 | 3 |  |  |  |  |  |  |
| 2         | Bé Quốc Thái – Đình Hiếu    | "Đi học" (Sáng tác: Bùi Đình Thảo – Thơ: Hoàng Minh Chính)                        | Tạ Quang Thắng & Anh Khang       | 9  | 9  | 9  | 27 | 4 |  |  |  |  |  |  |
| 3         | Bé Diệp Nhi – Vũ Hà         | "Những bông hoa trong vườn Bác" (Sáng tác: Văn Dung)                              | Hồng Nhung                       | 10 | 11 | 11 | 32 | 2 |  |  |  |  |  |  |
| 4         | Bé Minh Chiến – Hà Thúy Anh | "Moves Like Jagger" (Sáng tác: Adam Levine, Benny Blanco, Ammar Malik, Shellback) | Adam Levine & Christina Aguilera | 8  | 8  | 10 | 26 | 5 |  |  |  |  |  |  |
| 5         | Bé Mai Chi – Lê Giang       | "Ru lại câu hò" (Sáng tác: Vũ Quốc Việt)                                          | Hương Lan Cẩm Ly                 | 12 | 12 | 12 | 36 | 1 |  |  |  |  |  |  |
| 6         | Bé Công Quốc – Thu Hằng     | "Bống bống bang bang" (Sáng tác: Only C)                                          | 365 (Isaac - Will)               | 7  | 7  | 7  | 21 | 6 |  |  |  |  |  |  |
|           |                             |                                                                                   |                                  |    |    |    |    |   |  |  |  |  |  |  |
| Khách mời | Bé Uyên Nhi                 | "Boombayah" (Sáng tác: Teddy Park, Bekuh Boom)                                    | Blackpink                        |    |    |    |    |   |  |  |  |  |  |  |
| Khách mời | Kyo York                    | "If I Had You" (Sáng tác: Max Martin, Shellback, Savan Kotecha)                   | Adam Lambert                     |    |    |    |    |   |  |  |  |  |  |  |
| Khách mời | Bé Gia Bảo                  | "Imagine" (Sáng tác: John Lennon)                                                 | John Lennon                      |    |    |    |    |   |  |  |  |  |  |  |
| Khách mời | Hòa Minzy                   | "Tôi yêu" (Sáng tác: Phương Uyên)                                                 |                                  |    |    |    |    |   |  |  |  |  |  |  |

Tuần 2
| 1         | Bé Quốc Thái – Đình Hiếu    | "Sắc màu" (Sáng tác: Trần Tiến)                                            | Phạm Anh Khoa             | 12 | 12 | 11 | 35 | 1 |  |  |  |  |  |  |
| 2         | Bé Công Quốc – Thu Hằng     | "A Whole New World" (Sáng tác: Alan Menken & Anthony Ryan – Lời: Tim Rice) | Aladdin & Jasmine         | 9  | 10 | 10 | 29 | 3 |  |  |  |  |  |  |
| 3         | Bé Nhã Thy – Lê Việt        | "You Raise Me Up" (Sáng tácː Rolf Løvland – Lờiː Brendan Graham)           | Il Divo                   | 10 | 11 | 12 | 33 | 2 |  |  |  |  |  |  |
| 4         | Bé Diệp Nhi – Vũ Hà         | "Cuéntame Que Te Pasó" (Sáng tác: Al Castellanos)                          | Rosario Flores            | 11 | 9  | 8  | 28 | 4 |  |  |  |  |  |  |
| 5         | Bé Minh Chiến – Hà Thúy Anh | "Đôi chân trần" (Sáng tácː Y Phôn Ksor)                                    | NSND Y Moan               | 7  | 7  | 7  | 21 | 6 |  |  |  |  |  |  |
| 6         | Bé Mai Chi – Lê Giang       | "We Will Rock You" (Sáng tácː Brian May)                                   | Freddie Mercury của Queen | 8  | 8  | 9  | 25 | 5 |  |  |  |  |  |  |
|           |                             |                                                                            |                           |    |    |    |    |   |  |  |  |  |  |  |
| Khách mời | Trọng Nhân                  | "Về ăn cơm" (Sáng tác: Sa Huỳnh)                                           |                           |    |    |    |    |   |  |  |  |  |  |  |

Tuần 3
| 1         | Bé Minh Chiến – Hà Thúy Anh  | "Tonight" (Sáng tác: Thăng Long – Đại Nhân)                                | Thanh Duy                   | 7  | 7  | 9  | 23 | 5 |  |  |  |  |  |  |
| 2         | Bé Mai Chi – Lê Giang        | "Trên rừng 36 thứ chim" (Lời cổ)                                           | NSƯT Hồng Mạnh              | 10 | 10 | 10 | 30 | 3 |  |  |  |  |  |  |
| 3         | Bé Nhã Thy – Lê Việt         | "Đêm Đô thị" (Sáng tác: Y Vân)                                             | Hồ Ngọc Hà                  | 9  | 9  | 8  | 26 | 4 |  |  |  |  |  |  |
| 4         | Bé Công Quốc – Thu Hằng      | "Đèn khuya" (Sáng tác: Lam Phương)                                         | Quang Linh                  | 12 | 12 | 12 | 36 | 1 |  |  |  |  |  |  |
| 5         | Bé Diệp Nhi – Vũ Hà          | "Chú voi con ở bản Đôn" (Sáng tác: Phạm Tuyên)                             | NSND Trần Hiếu              | 11 | 11 | 11 | 33 | 2 |  |  |  |  |  |  |
| 6         | Bé Quốc Thái – Đình Hiếu     | "4 Minutes" (Sáng tác: Madonna, Tim Mosley, Justin Timberlake, Nate Hills) | Madonna & Justin Timberlake | 8  | 8  | 7  | 23 | 5 |  |  |  |  |  |  |
|           |                              |                                                                            |                             |    |    |    |    |   |  |  |  |  |  |  |
| Khách mời | Bé Phương Mỹ Chi – Nam Cường | "Papi" (Sáng tác: Max Martin, Shellback, Savan Kotecha)                    | Jennifer Lopez              |    |    |    |    |   |  |  |  |  |  |  |

Tuần 4
| 1         | Bé Diệp Nhi – Vũ Hà         | "Mặt Trời bé con" (Sáng tácː Trần Tiến)                                         | Nhã Phương                 | 8  | 7  | 7  | 22 | 6 |  |  |  |  |  |  |
| 2         | Bé Công Quốc – Thu Hằng     | "See You Again" (Sáng tác: DJ Frank E, Charlie Puth, Wiz Khalifa. Andrew Cedar) | Charlie Puth & Wiz Khalifa | 11 | 10 | 10 | 31 | 3 |  |  |  |  |  |  |
| 3         | Bé Minh Chiến – Hà Thúy Anh | "Rock Sài Gòn" (Sáng tácː Lâm Quốc Cường)                                       | MTV                        | 12 | 12 | 11 | 35 | 1 |  |  |  |  |  |  |
| 4         | Bé Quốc Thái Đình Hiếu      | "Em tôi" (Sáng tácː Thuận Yến)                                                  | Trọng Tấn                  | 10 | 9  | 9  | 28 | 4 |  |  |  |  |  |  |
| 5         | Bé Mai Chi – Lê Giang       | Trích đoạnː Na Tra đại náo thủy cung (Sáng tácː Thanh Phương)                   | NSƯT Thành Lộc             | 7  | 8  | 8  | 23 | 5 |  |  |  |  |  |  |
| 6         | Bé Nhã Thy – Lê Việt        | "Voulez-Vous" (Sáng tácː Benny Andersson, Björn Ulvaeus)                        | ABBA                       | 9  | 11 | 12 | 32 | 2 |  |  |  |  |  |  |
|           |                             |                                                                                 |                            |    |    |    |    |   |  |  |  |  |  |  |
| Khách mời | Quốc Thiên                  | "Xin chào, xin chào" (Sáng tácː Đức Trí)                                        |                            |    |    |    |    |   |  |  |  |  |  |  |

Tuần 5
| 1         | Bé Công Quốc – Thu Hằng   | "Ăn gì đây" (Sáng tácː Mr. T, Khắc Hưng)                                    | Hòa Minzy Mr. T | 9  | 9  | 9  | 27 | 4 |  |  |  |  |  |  |
| 2         | Bé Nhã Thy – Lê Việt      | "Làng Quan Họ quê tôi" (Sáng tác: Nguyễn Trọng Tạo – Thơ: Nguyễn Phan Hách) | Anh Thơ         | 12 | 12 | 12 | 36 | 1 |  |  |  |  |  |  |
| 3         | Bé Diệp Nhi – Vũ Hà       | Trích đoạn: "Ngao Sò Ốc Hến(*)" (Sáng tác: NSND Nguyễn Thành Châu)          | NSƯT Giang Châu | 11 | 10 | 10 | 31 | 3 |  |  |  |  |  |  |
| 4         | Bé Quốc Thái – Đình Hiếu  | "Kung Fu Fighting" (Sáng tác: Carl Douglas)                                 | Carl Douglas    | 8  | 7  | 7  | 22 | 6 |  |  |  |  |  |  |
| 5         | Bé Minh Chiến Hà Thúy Anh | "Còn thương rau đắng mọc sau hè" (Sáng tác: NSƯT Bắc Sơn)                   | Hoài Lâm        | 10 | 11 | 11 | 32 | 2 |  |  |  |  |  |  |
| 6         | Bé Mai Chi – Lê Giang     | "Mùa xuân từ những giếng dầu" (Sáng tác: Phạm Minh Tuấn)                    | Ngọc Ánh        | 7  | 8  | 8  | 23 | 5 |  |  |  |  |  |  |
|           |                           |                                                                             |                 |    |    |    |    |   |  |  |  |  |  |  |
| Khách mời | Mia                       | "Khoảng trời của bé" (Sáng tác: Nguyễn Duy Hùng)                            |                 |    |    |    |    |   |  |  |  |  |  |  |
| Khách mời | Bé Gia Bảo                | (*) Phụ diễn cùng Bé Diệp Nhi và Vũ Hà                                      |                 |    |    |    |    |   |  |  |  |  |  |  |

Tuần 6
| 1         | Bé Minh Chiến – Lê Việt  | "Napal Baji" (Sáng tácː Psy, Yoo Gun-hyung) | Psy                    | 8  | 9  | 9  | 26 | 4 |  |  |  |  |  |  |
| 2         | Bé Diệp Nhi – Thu Hằng   | "Một quan là sáu trăm đồng" (Hát xẩm – Lời thơ dân gian) | NSƯT Thanh Ngoan       | 12 | 11 | 12 | 35 | 1 |  |  |  |  |  |  |
| 3         | Bé Nhã Thy – Hà Thúy Anh | "Giọt sương trên mí mắt" (Sáng tácː Thanh Tùng) | Mỹ Linh                | 10 | 12 | 11 | 33 | 2 |  |  |  |  |  |  |
| 4         | Bé Quốc Thái – Lê Giang  | "Hình bóng quê nhà" (Sáng tácː Thanh Sơn) | Phương Mỹ Chi Quang Lê | 7  | 7  | 8  | 22 | 6 |  |  |  |  |  |  |
| 5         | Bé Mai Chi – Vũ Hà       | "Một đời người, một rừng cây" (Sáng tácː Trần Long Ẩn) | Minh Thuận             | 9  | 8  | 7  | 24 | 5 |  |  |  |  |  |  |
| 6         | Bé Công Quốc – Đình Hiếu | "Uptown Funk" (Sáng tácː Jeff Bhasker, Philip Lawrence, Bruno Mars, Mark Ronson, Nicholas Williams, Devon Gallaspy, Lonnie Simmons, Ronnie Wilson, Charles Wilson, Robert Wilson, Rudolph Taylor) | Bruno Mars Beyoncé     | 11 | 10 | 10 | 31 | 3 |  |  |  |  |  |  |
|           |                          | |                        |    |    |    |    |   |  |  |  |  |  |  |
| Khách mời | Chí Thiện – Bé Bảo An    | "Những nụ cười Việt Nam" (Sáng tácː Nguyễn Hồng Thuận) |                        |    |    |    |    |   |  |  |  |  |  |  |

Tuần 7
| 1         | Bé Nhã Thy – Lê Việt        | "Kiên Giang mình đẹp lắm" (Sáng tácː Lư Nhất Vũ – Thơː Lê Giang) | Hoàng Châu     | 11 | 12 | 9  | 32 | 2 |  |  |  |  |  |  |
| 2         | Bé Minh Chiến – Hà Thúy Anh | "Khúc Hát Cha Yêu" (Sáng tácː Nguyễn Hoài Anh)                   | Lý Hải         | 10 | 7  | 8  | 25 | 5 |  |  |  |  |  |  |
| 3         | Bé Mai Chi – Lê Giang       | "Ngọt ngào" (Nhạc dân ca Indonesia – Lờiː Trang Nô)              | Đặng Lệ Quân   | 8  | 8  | 7  | 23 | 6 |  |  |  |  |  |  |
| 4         | Bé Công Quốc – Thu Hằng     | "Chị ơi" (Sáng tácː Nguyễn Phú Yên – Thơː Tạ Nghi Lễ)            | Dương Triệu Vũ | 12 | 11 | 12 | 35 | 1 |  |  |  |  |  |  |
| 5         | Bé Diệp Nhi – Vũ Hà         | "Dragostea Din Tei" (Sáng tácː Dan Bălan)                        | O-Zone         | 7  | 9  | 11 | 27 | 4 |  |  |  |  |  |  |
| 6         | Bé Quốc Thái – Đình Hiếu    | Trích đoạnː "Đế đô sóng cả" (Sáng tácː Triệu Trung Kiên)         | Xuân Thông     | 9  | 10 | 10 | 29 | 3 |  |  |  |  |  |  |
|           |                             |                                                                  |                |    |    |    |    |   |  |  |  |  |  |  |
| Khách mời | Hoàng Yến Chibi             | "By My Side" (Sáng tácː Nguyễn Minh Cường)                       |                |    |    |    |    |   |  |  |  |  |  |  |

Tuần 8
| 1         | Bé Quốc Thái – Đình Hiếu                         | "Billie Jean" (Sáng tácː Michael Jackson)           | Michael Jackson | 7  | 9  | 9  | 25 | 4 |  |  |  |  |  |  |
| 2         | Bé Diệp Nhi – Vũ Hà                              | "Đâu phải bởi mùa thu" (Sáng tácː Phú Quang)        | Siu Black       | 11 | 12 | 12 | 35 | 1 |  |  |  |  |  |  |
| 3         | Bé Công Quốc – Thu Hằng                          | "Thái Bình mồ hôi rơi" (Sáng tácː Sơn Tùng M-TP)    | Sơn Tùng M-TP   | 10 | 10 | 10 | 30 | 3 |  |  |  |  |  |  |
| 4         | Bé Mai Chi – Lê Giang                            | "Ly Cà Phê Ban Mê" (Sáng tácː Nguyễn Cường)         | Siu Black       | 8  | 8  | 8  | 24 | 5 |  |  |  |  |  |  |
| 5         | Bé Nhã Thy – Lê Việt                             | "Không phải dạng vừa đâu" (Sáng tácː Sơn Tùng M-TP) | Sơn Tùng M-TP   | 9  | 7  | 7  | 23 | 6 |  |  |  |  |  |  |
| 6         | Bé Minh Chiến – Hà Thúy Anh                      | "Earth Song" (Sáng tácː Michael Jackson)            | Michael Jackson | 12 | 11 | 11 | 34 | 2 |  |  |  |  |  |  |
|           |                                                  |                                                     |                 |    |    |    |    |   |  |  |  |  |  |  |
| Khách mời | Vương Khang – Bé Thái Quang Hiếu – Bé Khánh Ngọc | "Miền Tây quê tôi" (Sáng tácː Cao Minh Thu)         |                 |    |    |    |    |   |  |  |  |  |  |  |

Tuần 9
| 1         | Bé Diệp Nhi – Vũ Hà         | "Em đi chùa Hương" (Sáng tácː Trung Đức – Thơː Nguyễn Nhược Pháp)  | NSND Hồng Vân                   | 9  | 10 | 9  | 28 | 4 |  |  |  |  |  |  |
| 2         | Bé Quốc Thái – Đình Hiếu    | "Đất nước trọn niềm vui" (Sáng tácː Hoàng Hà)                      | NSƯT Tạ Minh Tâm                | 7  | 7  | 7  | 21 | 6 |  |  |  |  |  |  |
| 3         | Bé Minh Chiến – Hà Thúy Anh | "Bà Năm" (Sáng tácː Vũ Quốc Việt)                                  | Quốc Đại                        | 10 | 9  | 8  | 27 | 5 |  |  |  |  |  |  |
| 4         | Bé Công Quốc – Thu Hằng     | "Hero" (Sáng tác Mariah Carey, Walter Afanasieff)                  | Luciano Pavarotti &Mariah Carey | 8  | 12 | 11 | 31 | 2 |  |  |  |  |  |  |
| 5         | Bé Nhã Thy – Lê Việt        | Tân cổ giao duyênː "Lòng mẹ" (Tân nhạcː Y Vân; cổ nhạc: Loan Thảo) | NSƯT Phượng Hằng                | 11 | 8  | 10 | 29 | 3 |  |  |  |  |  |  |
| 6         | Bé Mai Chi – Lê Giang       | "Funkytown" (Sáng tácː Steven Greenberg)                           | Lipps Inc.                      | 12 | 11 | 12 | 35 | 1 |  |  |  |  |  |  |
|           |                             |                                                                    |                                 |    |    |    |    |   |  |  |  |  |  |  |
| Khách mời | Nam Em                      | "Ngày xưa Hoàng Thị" (Sáng tácː Phạm Duy – Thơː Phạm Thiên Thư)    |                                 |    |    |    |    |   |  |  |  |  |  |  |

Tuần 10
| 1         | Bé Minh Chiến – Hà Thúy Anh | "Dorogoi Dlinnoyu (Those Were The Days)" (Sáng tácː Boris Fomin – Lờiː Konstantin Podrevskyi)                  | Sergey Lazarev            | 11 | 12 | 12 | 35 | 1 |  |  |  |  |  |  |
| 2         | Bé Quốc Thái –Đình Hiếu     | "Chảy Đi Sông Ơi" (Sáng tácː Phó Đức Phương)                                                                   | Tùng Dương NSƯT Thanh Lam | 7  | 7  | 7  | 21 | 6 |  |  |  |  |  |  |
| 3         | Bé Nhã Thy – Lê Việt        | "Le Beau Danube Bleu" (Sáng tácː Johann Strauss II)                                                            | Mathé Altéry              | 9  | 10 | 9  | 28 | 4 |  |  |  |  |  |  |
| 4         | Bé Mai Chi – Lê Giang       | Trích đoạnː "Mục Kiền Liên cứu Mẹ" (trích vở cải lương "Mục Kiền Thanh Đề") (Sáng tácː Minh Đắc, Phượng Trang) | NSƯT Thanh Ngân           | 12 | 11 | 11 | 34 | 2 |  |  |  |  |  |  |
| 5         | Bé Công Quốc – Thu Hằng     | "Trống cơm" (Dân ca Bắc Bộ)                                                                                    | AC&M                      | 8  | 8  | 8  | 24 | 5 |  |  |  |  |  |  |
| 6         | Bé Diệp Nhi – Vũ Hà         | "Taxi" (Sáng tácː Nguyễn Hải Phong)                                                                            | Thu Minh                  | 10 | 9  | 10 | 29 | 3 |  |  |  |  |  |  |
|           |                             | |                           |    |    |    |    |   |  |  |  |  |  |  |
| Khách mời | Đàm Vĩnh Hưng               | "Con yêu" (Nhạc nước ngoài – Lời Việtː Cẩm Vân)                                                                |                           |    |    |    |    |   |  |  |  |  |  |  |

Tuần 11
| 1         | Bé Công Quốc – Thu Hằng     | "Tình hoài hương" (Sáng tácː Phạm Duy)                                                                           | Đức Tuấn                        | 7  | 9  | 9  | 25 | 4 |  |  |  |  |  |  |
| 2         | Bé Nhã Thy – Lê Việt        | "Thấp thỏm" (Sáng tácː Robert Zollitsch)                                                                         | Cung Lâm Na                     | 11 | 11 | 12 | 34 | 2 |  |  |  |  |  |  |
| 3         | Bé Diệp Nhi – Vũ Hà         | Liên khúcː "Hoa thơm bướm lượn" (Dân ca quan họ Bắc Ninh) – "Bướm mơ" (Sáng tácː Trần Mạnh Tuấn – Thơː Phan Đan) | Phương Linh                     | 10 | 7  | 8  | 25 | 4 |  |  |  |  |  |  |
| 4         | Bé Minh Chiến – Hà Thúy Anh | "Quizás, quizás, quizás" (Sáng tácː Osvaldo Farrés)                                                              | Andrea Bocelli & Jennifer Lopez | 8  | 8  | 7  | 23 | 6 |  |  |  |  |  |  |
| 5         | Bé Mai Chi – Lê Giang       | Chầu vănː "Huế trọn nghĩa tình" (Tác giảː Kỳ Châu)                                                               | NSƯT Vân Khánh                  | 12 | 12 | 11 | 35 | 1 |  |  |  |  |  |  |
| 6         | Bé Quốc Thái – Đình Hiếu    | "It's My Life" (Sáng tácː Jon Bon Jovi, Richie Sambora và Max Martin)                                            | Bon Jovi                        | 9  | 10 | 10 | 29 | 3 |  |  |  |  |  |  |
|           |                             | |                                 |    |    |    |    |   |  |  |  |  |  |  |
| Khách mời | Bé Hoàng Minh – Hoàng Bách  | "Mình đi đâu bố ơi" (Sáng tácː Hoàng Bách)                                                                       |                                 |    |    |    |    |   |  |  |  |  |  |  |

Tuần 12
| 1         | Bé Quốc Thái – Đình Hiếu    | "Fire" (Sáng tác: Pdogg, Rap Monsters, Suga...)                                                               | BTS            | 10 | 9  | 10 | 29 | 3 |  |  |  |  |  |  |
| 2         | Bé Minh Chiến – Hà Thúy Anh | Liên khúcː "Đất nước" – "Giai điệu Tổ quốc" (Sáng tácː Phạm Minh Tuấn – Thơː Tạ Hữu Yên; sáng tácː Trần Tiến) | NSƯT Tấn Minh  | 8  | 8  | 7  | 23 | 5 |  |  |  |  |  |  |
| 3         | Bé Mai Chi – Lê Giang       | Bài chòiː "Trách thân" (Sáng tácː Nguyễn Hữu Ninh, Phan Bá Chức)                                              | NSƯT Hoài Linh | 11 | 10 | 11 | 32 | 2 |  |  |  |  |  |  |
| 4         | Bé Nhã Thy – Lê Việt        | "Thiếu nữ Thiên Trúc" (Sáng tácː Hứa Cảnh Thanh – Lờiː Diêm Trúc)                                             | Lý Linh Ngọc   | 9  | 11 | 9  | 29 | 3 |  |  |  |  |  |  |
| 5         | Bé Công Quốc –Thu Hằng      | Trích đoạnː "Bức ngôn đồ Đại Việt" (Sáng tácː Hà Văn Cầu – Chuyển thểː NSND Thanh Tòng)                       | NSƯT Vũ Linh   | 12 | 12 | 12 | 36 | 1 |  |  |  |  |  |  |
| 6         | Bé Diệp Nhi – Vũ Hà         | "Ngày Mai" (Sáng tácː Lưu Thiên Hương)                                                                        | Tóc Tiên       | 7  | 7  | 8  | 22 | 6 |  |  |  |  |  |  |
|           |                             | |                |    |    |    |    |   |  |  |  |  |  |  |
| Khách mời | Bé Gia Khiêm                | "Get Down" (Sáng tácː Khắc Hưng)                                                                              |                |    |    |    |    |   |  |  |  |  |  |  |

Chung kết
| 1         | Bé Nhã Thy – Lê Việt        | Trích đoạnː "Xử án Thượng Dương" (Vở cải lương "Câu thơ yên ngựa") (Sáng tácː Hoàng Yến)                    | Thanh Loan                | 2 |  |  |  |  |  |  |  |  |  |  |
| 2         | Bé Công Quốc – Thu Hằng     | "Chuyện Thành Cổ Loa" (Sáng tácː Hoài An)                                                                   | Đàm Vĩnh Hưng             | 4 |  |  |  |  |  |  |  |  |  |  |
| 3         | Bé Diệp Nhi – Vũ Hà         | "Phật Bà nghìn mắt nghìn tay" (Sáng tácː An Nguyên)                                                         | Hồ Quỳnh Hương            | 3 |  |  |  |  |  |  |  |  |  |  |
| 4         | Bé Mai Chi – Lê Giang       | Trích đoạnː "Thần Nữ dâng Ngũ Linh Kỳ" (Sáng tácː NSND Đinh Bằng Phi)                                       | NSƯT Thanh Trang          | 1 |  |  |  |  |  |  |  |  |  |  |
|           |                             | |                           |   |  |  |  |  |  |  |  |  |  |  |
| Khách mời | Bé Quốc Thái – Đình Hiếu    | "Never Say Never" (Sáng tácː Adam Messinger, Nasri, Kuk Harrell, Jaden Smith, Omarr Rambert, Justin Bieber) | Justin Bieber Jaden Smith |   |  |  |  |  |  |  |  |  |  |  |
| Khách mời | Bé Minh Chiến – Hà Thúy Anh | "Wolf" (Sáng tácː Kenzie, Nermin Harambasic, Will Simms)                                                    | EXO                       |   |  |  |  |  |  |  |  |  |  |  |
| Khách mời | Bạch Công Khanh             | "Ồ ồ ngày ấy" (Sáng tácː Phương Uyên)                                                                       |                           |   |  |  |  |  |  |  |  |  |  |  |